# Élections locales sud-coréennes de 2022
Les élections locales sud-coréennes de 2022 ont lieu le 1er juin 2022 en Corée du Sud afin de renouveler 2 602 conseillers municipaux, 226 maires, 779 conseillers provinciaux et 17 gouverneurs. Elles coïncident avec les élections partielles pour sept sièges vacants à l'Assemblée nationale.
Il s'agit des premières élections depuis la prestation de serment 22 jours plus tôt du président Yoon Seok-youl, élu en mars 2022. Un total de 7 616 candidats sont en lice.